# Europa (pel·lícula)
Europa és una pel·lícula de 1991 dirigida per Lars von Trier; es tracta de l'última part de la trilogia homònima. Formada per l'L'element del crim (1984), Epidemic (1987) i Europa. Va guanyar el Premi del Jurat al Festival Internacional de Cinema de Canes. S'ha doblat i subtitulat al català.

## Argument
Leopold Kessler, estatunidenc d'origen alemany, desembarca a Frankfurt el 1945, en una Alemanya destrossada pels bombardejos aliats. Gràcies al seu oncle alemany, aconsegueix una feina de controlador de Wagons-lits en la companyia ferroviària Zentropa. Al voltant d'ell, les ferides de la guerra triguen a tancar-se i és en aquest clima nociu què coneix Katharina, la filla del dirigent de Zentropa.

## Repartiment
- Jean-Marc Barr - Leopold Kessler
- Barbara Sukowa - Katharina Hartmann
- Udo Kier - Lawrence Hartmann
- Ernst-Hugo Järegård - Oncle Kessler
- Erik Mørk - Pater
- Jørgen Reenberg - Max Hartmann
- Henning Jensen - Siggy
- Eddie Constantine - Coronel Harris
- Max von Sydow - Narrador
- Benny Poulsen - Steleman
- Erno Müller - Seifert
- Dietrich Kuhlbrodt - Inspector
- Michael Phillip Simpson - Robins
- Holger Perfort - Mr. Ravenstein
- Anne Werner Thomsen - Mrs. Ravenstein
- Baard Owe - Man With Papers